# باول لي رو
باول لي رو (بالإنجليزية: Paul Le Roux)‏ هو شخصية أعمال زيمبابوي، ولد في 24 ديسمبر 1972 في بولاوايو في زيمبابوي.